# Alustante
Alustante est une commune d'Espagne de la province de Guadalajara dans la communauté autonome de Castille-La Manche.

## Géographie
Elle est située au sud-est du département, à 190 kilomètres du chef-lieu du département. 64 km la séparent de Teruel, 114 km de Cuenca, 195 km de Saragosse et 210 km de Valence.
Si Alustante est située à 1 404 m d'altitude, certains points de son territoire communal atteignant les 1 747 m comme le mont Valdefuentes, 1 787 m dans la zone de la Fuente de los Arrieros et 1 834 m dans les Altos de las Neveras, nommé aussi El Banderín.

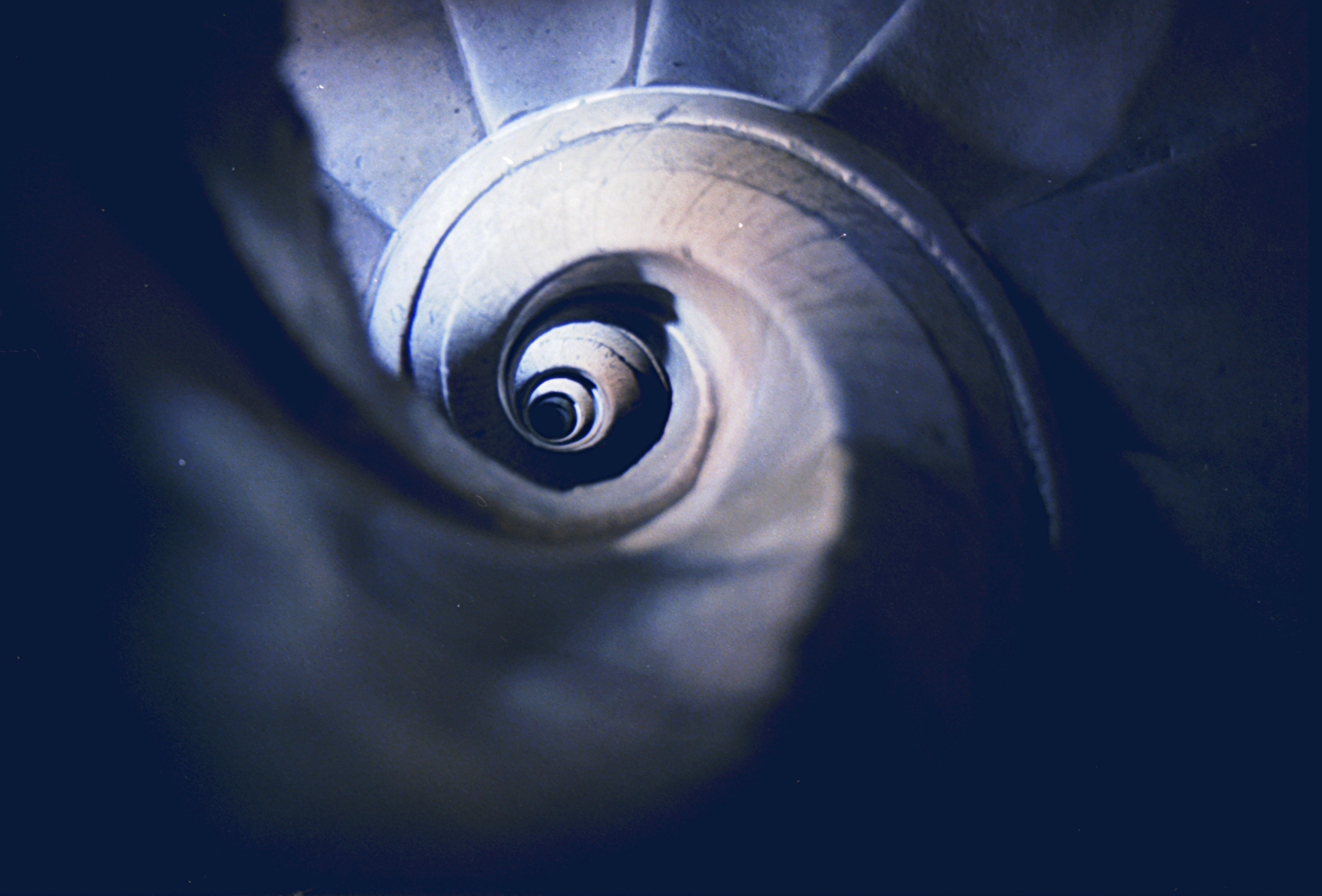
Escargot de l'église d'Alustante

Au cours de l’histoire, elle a été intégrée au Conseil municipal de la Sierra de la Comunidad del Real Señorío de Molina de Aragón, aux réunions duquel assiste deux fois par an un représentant local. Elle fait également partie de l’association des municipalités de la Sierra, créée en 1988.
Le territoire historique d’Alustante a une étendue de 62,21 km2. Ses limites sont Piqueras, Adobes et Tordesilos au nord, Ródenas (Teruel) et Motos à l’est, Orihuela del Tremedal (Teruel) et Orea au sud et sud-est et Alcoroches à l’ouest. Depuis son annexion à Motos en 1070, le territoire communal des deux villages occupe une surface de 93,59 km2 ; or, bien que les deux villages forment une seule et unique municipalité et ne possèdent qu’une seule mairie, leurs terrains sont toujours séparés en ce qui concerne l´agriculture et les pâturages.
Ainsi donc, la Municipalité est limitrophe avec la Communauté de Aragón, dont elle dépend selon des accords existant entre différentes régions autonomes en matière de santé et en grande partie dans le domaine de l’éducation, étant donné que les élèves du secondaire de ce village doivent aller à Cella et Teruel poury faire leurs études. Les habitants de Alustante ont également une importante relation commerciale et en général économique et sociale avec cette région aragonaise; la ligne téléphonique vient même d’Albarracín, c´est pourquoi, aussi bien Motos que Alustante sont les seuls villages du département de Guadalajara ayant pour indicatif le 978. Cependant, malgré sa relation considérable avec Teruel et sa région, la relation avec la sous-préfecture, Molina de Aragón, est tout de même très importante car c’est là que se rendent les habitants du village pour résoudre les questions administratives et commerciales, et le marché du jeudi de cette ville reste toujours un événement très important pour les habitants d’Alustante.
Quant à sa région naturelle, le village se trouve enclavé dans le secteur nord-est de la Sierra de Albarracín, en plein milieu des monts Ibériques, et possède un climat propre aux zones intérieures de haute montagne : froid et assez humide de septembre à juin, et avec d’importantes chutes de neige en hiver ; sec et très chaud en été. Depuis la fin des années 1990, une grande partie du territoire municipal se trouve à l’intérieur du parc naturel du Haut-Tage, qui dépend du Conseil régional de Castille-La Manche. Il a une population de droit de 290 habitants, 164 hommes et 126 femmes (en date du 1er octobre 2007), bien que la population effective puisse tomber à 160 personnes (en 2007) pendant l´hiver. En outre, depuis les années 1980, on assiste à un nouveau phénomène, à savoir que la population peut être parfois multipliée par 10, lors des week-ends, Noël, Pâques et les vacances d´été, grâce au tourisme provenant du Levant.
Dernièrement, on peut constater aussi d’autres déplacements hebdomadaires effectués par des familles du village qui, vivant dans la Communauté valencienne, où en moindre mesure à Saragosse, Guadalajara (Espagne), Barcelone et Madrid pendant la semaine de travail, résident à Alustante durant le week-end.
À ce phénomène démographique il faut ajouter le déplacement des étudiants habitant à Alustante mais qui, durant la période scolaire résident à Teruel, Molina de Aragón, Guadalajara et Saragosse et retournent au village du vendredi au dimanche.

## Économie
L’économie de Alustante repose principalement sur deux secteurs : l’agriculture et le bois ; bien que, en raison des mouvements pendulaires cités antérieurement, il s’est créé des emplois dans le domaine de la construction et des services.
C’est ainsi qu’il existe donc aujourd’hui à Alustrante, 4 exploitations consacrées à l’élevage des brebis (la plupart de race aragonaise), 2 entreprises de construction, 1 carrière, un atelier de pierre, 1 entrepôt de matériaux de construction, 2 usines de bois, 2 épiceries, 1 boucherie, 1 bar et 3 gîtes ruraux.